# UFC Fight Night: Ковбой vs. Тилл
UFC Fight Night: Cowboy vs. Till (также UFC Fight Night 118) — турнир по смешанным единоборствам, проведённый организацией Ultimate Fighting Championship 21 октября 2017 года на Ergo Arena в Гданьске, Польша.
В главном бою вечера англичанин Даррен Тилл техническим нокаутом выиграл у американца Дональда «Ковбоя» Серроне.

## Предыстория
Организация впервые проводила турнир в Гданьске и во второй раз на территории Польши — после UFC Fight Night 64, состоявшегося в апреле 2015 года.
Изначально планировалось, что в главном бою вечера сойдутся средневесы: бразилец Тиагу Сантус и новичок организации из Польши Михал Матерла. Однако 1 сентября стало известно, что Матерла отказался от предварительной договорённости с UFC и решил переподписать контракт с польским промоушеном KSW. В связи с этим Сантус был снят с этого турнира и поставлен на запланированный неделей позже турнир UFC Fight Night 119, где его новым соперником стал Джек Херманссон.
После изменений в карде статус главного боя вечера получило противостояние в полусреднем весе между Дональдом Серроне и Дарреном Тиллом.
Предполагалось, что в Гданьске встретятся тяжеловесы Дмитрий Смоляков и Адам Вечорек, которые должны были подраться ещё на UFC 214. Тем не менее, 4 октября Смолякова сняли с турнира и заменили Энтони Хэмилтоном. Буквально за день до начала турнира организаторы отменили этот бой «из соображений безопасности», после того как на церемонию взвешивания пришли фанаты местного футбольного клуба «Лехия», крайне агрессивно настроенные по отношению к Вечореку, болельщику соперничающей с ними команды «Рух». Оба бойца из-за этого пропустили взвешивание и встретились месяцем позже на турнире UFC Fight Night 121 в Сиднее.
На турнир был заявлен ещё один польский новичок Пшемыслав Мысяла, соперником которого должен был стать Джими Манува. Но их бою не суждено было состояться, поскольку Мысяла на тот момент ещё не выполнил свои обязательства перед лигой ACB.
Соперником Марцина Хельда изначально являлся Теэму Паккален, однако 5 октября тот отказался от боя в связи с травмой колена, и впоследствии его заменил недавно подписанный в организацию Насрат Хакпараст.
В начале октября из-за травмы также снялся Тревор Смит, который должен был драться с Рамазаном Эмеевым. В итоге новым соперником Эмеева стал Сэм Алви.
15 октября из карда выбыл травмировавшийся представитель полусредней весовой категории Джим Уоллхед, который должен был встретиться с победителем бразильского сезона реалити-шоу The Ultimate Fighter Варлеем Алвисом. Уоллхеда заменил новичок организации Салим Туахри.
Сэм Алви не смог уложиться в лимит среднего веса в 185 фунтов, показав на весах 189 фунтов. Его лишили 20 % гонорара в пользу Рамазана Эмеева, и бой прошёл в промежуточной весовой категории.

## Результаты
| Категория                            |                      |      |                  | Способ                                     | Раунд | Время | Примечание |
| Основные бои (UFC Fight Pass)        |                      |      |                  |                                            |       |       |            |
| Полусредний вес                      | Даррен Тилл          | поб. | Дональд Серроне  | Технический нокаут (удары руками)          | 1     | 4:20  |            |
| Женский минимальный вес              | Каролина Ковалькевич | поб. | Джоди Эскивель   | Единогласное решение (30-27, 30-27, 30-27) | 3     | 5:00  |            |
| Полутяжёлый вес                      | Ян Блахович          | поб. | Девин Кларк      | Сдача (удушение сзади)                     | 2     | 3:02  |            |
| Средний вес                          | Оскар Пехота         | поб. | Джонатан Уилсон  | Единогласное решение (30-27, 30-27, 30-27) | 3     | 5:00  |            |
| Предварительные бои (UFC Fight Pass) |                      |      |                  |                                            |       |       |            |
| Лёгкий вес                           | Марцин Хельд         | поб. | Насрат Хакпараст | Единогласное решение (30-27, 30-27, 30-27) | 3     | 5:00  |            |
| Легчайший вес                        | Брайан Келлехер      | поб. | Дамиан Стасяк    | Технический нокаут (удары руками)          | 3     | 3:39  |            |
| Промежуточный вес (85,7 кг)          | Рамазан Эмеев        | поб. | Сэм Алви         | Единогласное решение (30-27, 30-27, 30-27) | 3     | 5:00  |            |
| Полулёгкий вес                       | Андре Фили           | поб. | Артём Лобов      | Единогласное решение (30-27, 30-27, 30-27) | 3     | 5:00  |            |
| Полусредний вес                      | Варлей Алвис         | поб. | Салим Туахри     | Единогласное решение (30-27, 29-28, 29-28) | 3     | 5:00  |            |
| Женский легчайший вес                | Аспен Лэдд           | поб. | Лина Ленсберг    | Технический нокаут (удары руками)          | 2     | 2:33  |            |
| Полулёгкий вес                       | Джош Эмметт          | поб. | Фелипи Арантис   | Единогласное решение (30-26, 30-26, 30-25) | 3     | 5:00  |            |

## Награды
Следующие бойцы были удостоены денежного бонуса в $50,000:
- Бой вечера: Брайан Келлехер — Дамиан Стасяк
- Выступление вечера: Даррен Тилл и Ян Блахович